# Johann Christian Wentzinger

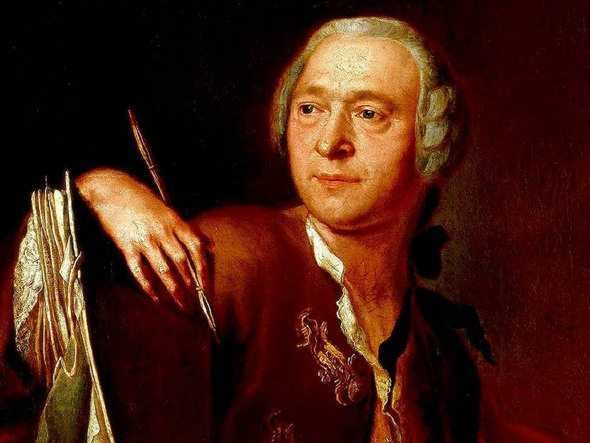
Selbstporträt Wentzingers, um 1760

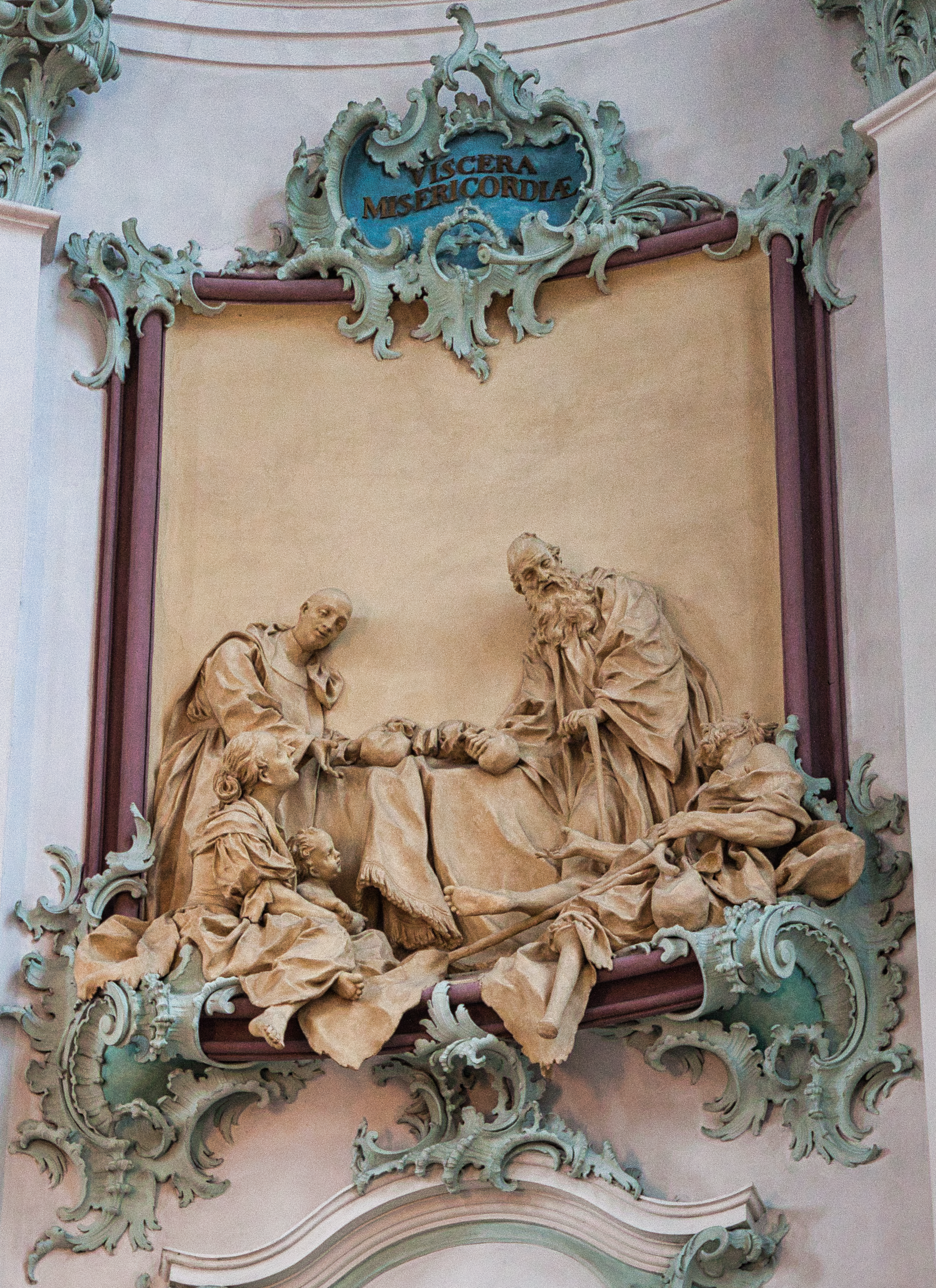
Der hl. Gallus verteilt Almosen, Kathedrale St. Gallen, 1757–1759

Johann Christian Wentzinger (ursprünglich Christian Wen(t)zinger; * 10. Dezember 1710 in Ehrenstetten im Breisgau; † 1. Juli 1797 in Freiburg im Breisgau) war ein süddeutscher Bildhauer, Maler und Architekt des Rokoko, der hauptsächlich im Breisgau tätig war. Den zweiten, im Taufeintrag nicht belegten Vornamen „Johann“ führte Wentzinger ab den 1730er Jahren. In allen eigenhändigen Zeugnissen verwendete er die Schreibweise „Wentzinger“, für die Zeitgenossen galt auch die Variante „Wenzinger“. Er gehört zu den vielseitigsten Rokoko-Künstlern in Süddeutschland.

## Leben

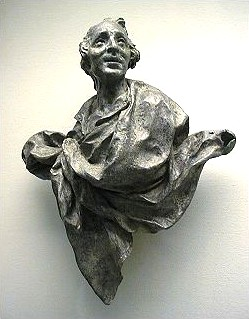
Bleiguss vom Balkongitter des Wentzingerhauses. Original im Augustinermuseum

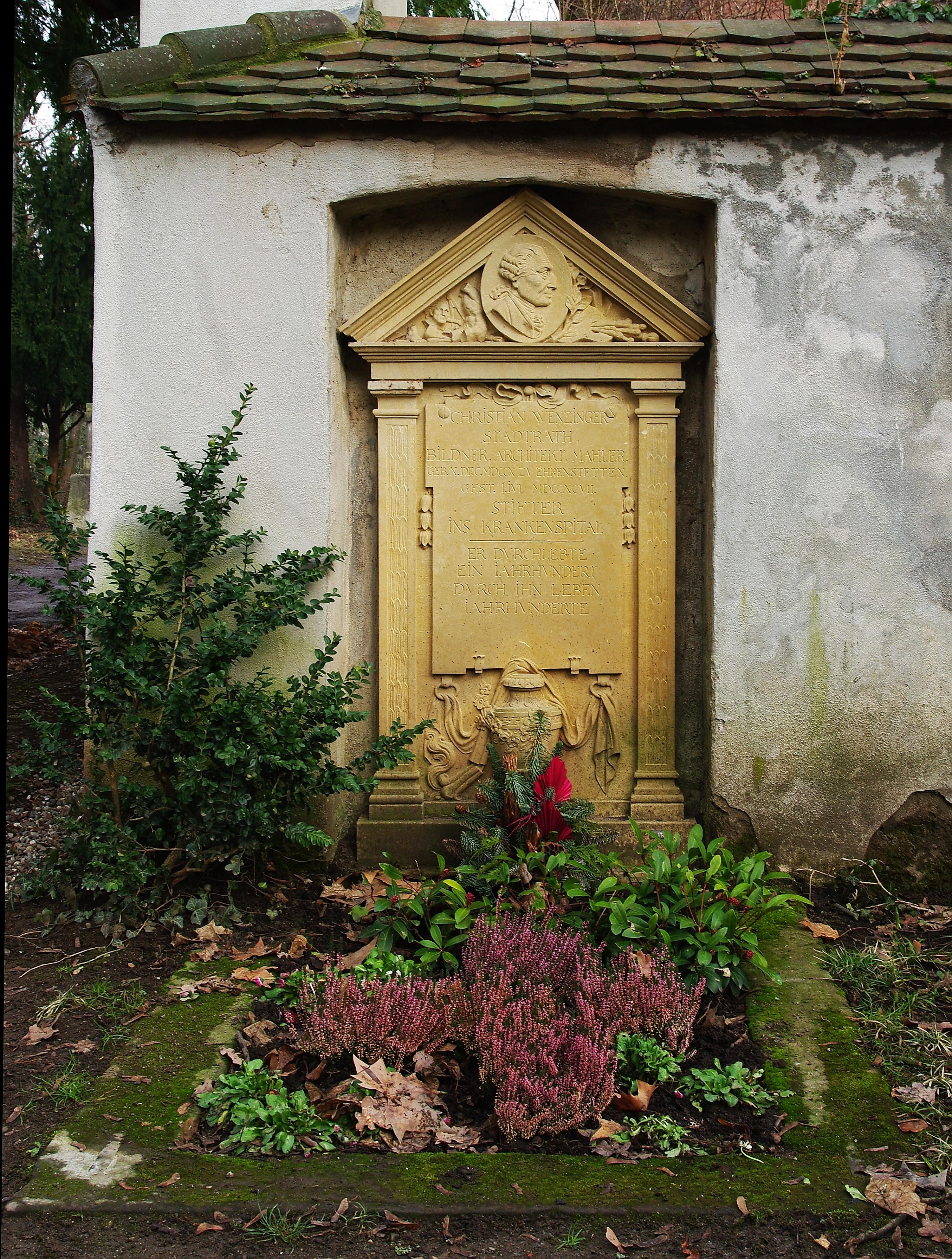
Grab auf dem Alten Friedhof in Freiburg

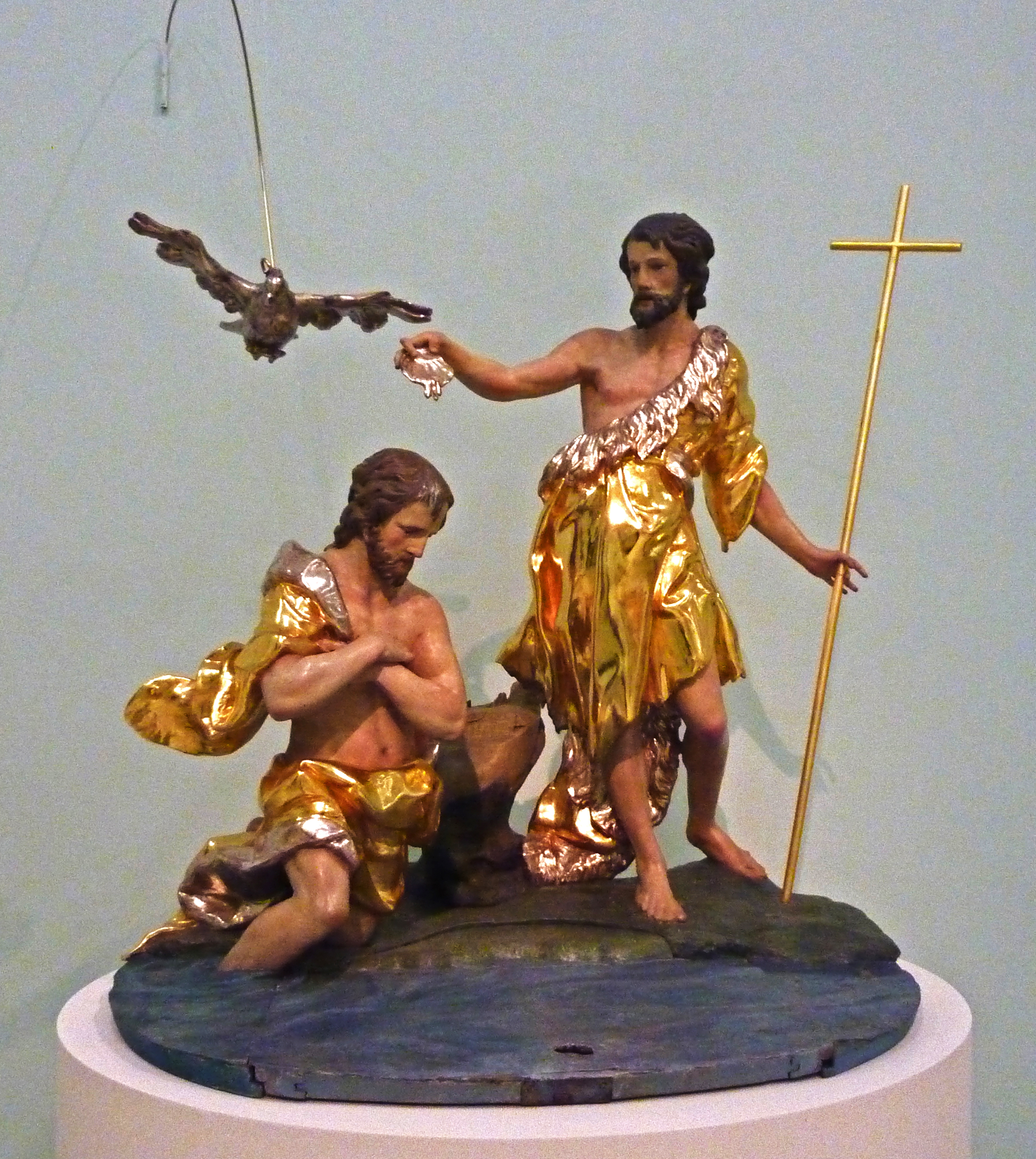
Johann Christian Wentzinger: Taufe Christi am Taufstein der Klosterkirche St. Peter auf dem Schwarzwald, 1733

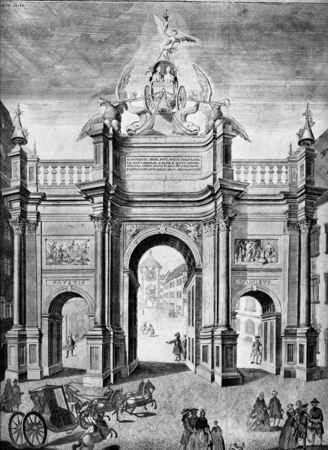
Ehrenbogen der Landstände für Marie-Antoinette auf der späteren Kaiser-Joseph-Straße auf einem Stich von Peter Mayer

Johann Christian Wentzinger absolvierte seine Ausbildung vermutlich in Freiburg, die Gesellenzeit in Straßburg 1731 bei François Ludwig Foisset (1687–1745). Studienreisen führten ihn dann nach Rom und 1737 nach Paris. Nach der Fortbildung auf den dortigen Akademien verstand sich Wentzinger als über dem Handwerk stehender akademischer Künstler und unterstand somit nicht dem Zunftzwang.
Ab 1745 wirkte er von Freiburg aus im gesamten Breisgau und den angrenzenden Regionen. Sein nach 1761 am Freiburger Münsterplatz errichtetes, schon mit frühklassizistischen Details ausgestattetes Wohn- und Atelierhaus „Zum Schönen Eck“ (Wentzingerhaus) beherbergte von 1994 bis 2024 das Freiburger Museum für Stadtgeschichte.
Sein beträchtliches Vermögen vermachte Wentzinger dem Freiburger Armenspital. Wentzingers künstlerisches und soziales Wirken würdigte die Stadt noch zu Lebzeiten mit der Ernennung zum Ehrenbürger und Ehrenstadtrat. Die Hand von Katharina Egg, der Tochter des Bürgermeisters, blieb ihm jedoch versagt. Nach Wentzingers Freund und Biografen Heinrich Sautier lehnte sie seinen Antrag in aller Freundschaft ab, da sie „an den Armen im Spital der Kinder genug“ habe. Stattdessen bat sie ihn, unverheiratet zu bleiben und wie sie selbst, sein Vermögen den Armen Freiburgs zu vererben.
Wentzinger wurde auf dem Alten Friedhof beigesetzt.Die ursprüngliche Grabstelle ist unbekannt, sein Grabstein (Kopie – Original im Wentzingerhaus) befindet sich heute an der Mauer beim Eingang von der Stadtstraße her. Er trägt eine von Heinrich Sautier verfasste Inschrift mit einem Urteil über den Künstler und Stifter: „Er durchlebte ein Jahrhundert, durch ihn leben Jahrhunderte“.

## Werk
Wentzinger arbeitete insbesondere als Bildhauer und Maler, nach eigener Aussage auch als Architekt. Den Zeitgenossen galt er als „bauweiser“ Künstler, dessen Meinung bei städtischen und privaten Bauwerken gefragt war.
Als Hauptwerke sind Wentzingers Beiträge zur Ausgestaltung der Stiftskirche St. Gallen, deren Ausstattung er 1757–1760 leitete, zu betrachten: überlebensgroße Statuen am Außenbau, im Kirchenraum Decken- und Kuppelfresken, Stuckornamentik, allegorische und szenische Reliefs zur Gallusvita. Ein umfangreiches Dekorationsprogramm hatte er schon 1748 in Schloss Ebnet bei Freiburg ausgeführt. Dort schuf er unter anderem auch Gartenskulpturen (Vier Jahreszeiten – Originale seit 1992 im Wentzingerhaus) und Stuckaturen. Die vom Architekten des Schlosses, Johann Jakob Fechter entworfene Gartentreppe wurde nach Entwurf Wentzingers verändert ausgeführt. Zahlreiche Arbeiten verwahrt das Augustinermuseum in Freiburg. Der Ölberg aus Staufen befindet sich heute im Liebieghaus in Frankfurt am Main.
Im Freiburger Münster findet sich sein Grabmal des Generals und Breisacher Festungskommandanten Franz Christoph von Rodt (1671–1743) sowie der Taufstein, der von ihm 1768 entworfen bzw. modelliert wurde. Ausgeführt wurde dieser allerdings von Joseph Hörr und Anton Xaver Hauser. Schon früher hatte er die Modelle für die Galeriefiguren in der Bibliothek von Kloster St. Peter auf dem Schwarzwald entworfen, die Klosterbildhauer Matthias Faller ausführte. Wentzinger zog häufig jüngere Künstler als Mitarbeiter hinzu, die nach seinen Vorgaben arbeiteten, neben Faller und Hör auch Fidel Sporer. Bedeutende Arbeiten lieferte Wentzinger schon zu Beginn seiner Karriere für das Kloster St. Blasien, wo er auch viele Jahre später an der Ausstattung der 1783 geweihten Klosterkirche wesentlich war. Fast alle seine dortigen Arbeiten sind durch Brände zerstört worden.
Zudem entwarf er im Auftrag der Vorderösterreichisch-Breisgauischen Landstände einen Triumphbogen für Marie-Antoinette, als diese im Frühjahr 1770 auf ihrer Brautfahrt die vorderösterreichische Hauptstadt Freiburg besuchte.

## Rezeption
In Freiburg wurden neben dem Wentzingerhaus eine Straße, zwei Schulen (Wentzinger-Gymnasium und Wentzinger-Realschule) sowie ein Bürokomplex (Wentzinger-Hof) nach dem Künstler benannt.
Zum 300. Geburtstag des Künstlers veranstaltete das Augustinermuseum vom 27. November 2010 bis zum 6. März 2011 eine Ausstellung.